# Alexis Tioseco
Alexis Tioseco (* 11. Februar 1981; † 1. September 2009 in Quezon City) war ein philippinisch-kanadischer Filmkritiker und Professor an der University of Asia and the Pacific. Er galt als Verfechter des südostasiatischen Kinos und leidenschaftlichster Kämpfer für den philippinischen Film. Vom Philippine Star wurde er 2005 aufgrund seiner Bemühungen zur Förderung des philippinischen Kinos als „eine der wichtigsten jungen Personen in den Philippinen heute“ bezeichnet. Er war Herausgeber der südostasiatischen Filmzeitschrift Criticine.

## Leben
Tioseco wurde in den Philippinen geboren, zog jedoch 1983 mit seiner Familie nach Kanada. 1996 kehrte er in die Philippinen zurück, wo er sein Studium abschloss und im Familienbetrieb arbeitete.
Tioseco gab an, der Film Batang West Side von Lav Diaz habe sein Interesse am philippinischen Kino geweckt. Er gründete die Internetseite criticine.com, die vom Filmmaker als „der wohl einflussreichste und intelligenteste Blog zum südostasiatischen Kino“ bezeichnet wurde. Tioseco wurde dadurch bekannt, dass er ausländischen Zuschauern das philippinische Kino näher brachte. Er half Filmemachern bei dem gescheiterten Versuch, das Metro Manila Film Festival zu reformieren.
2008 veröffentlichte er einen Artikel in der Rogue, der als Liebesbrief an seine Partnerin Nika Bohinc gestaltet war. Dieser wurde später von dem amerikanischen Drehbuchautor Gabe Klinger in The Auteurs als „definitives Manifest zum philippinischen Film, [das] bald zum kanonischen Stück kritischen Schreibens werden wird“, bezeichnet. Tioseco veröffentlichte außerdem Beiträge in The Philippine Star, Screen International und Senses of Cinema sowie in Katalogen der Filmfestivals von Torino und Pesaro. Zum Zeitpunkt seines Todes war er regelmäßiger Autor für das philippinische Männermagazin UNO. Er war zeitweise Mitglied der Kunstfakultät der University of Asia and the Pacific. Tioseco war Teil der Jury mehrerer internationaler Filmfestivals.

## Ermordung
In der Nacht des 1. Septembers 2009 wurde Tioseco im Alter von 28 Jahren in seinem Haus in Quezon City von drei bewaffneten Einbrechern getötet, die nach der Tat flohen. Seine Partnerin Bohinc wurde dabei ebenfalls getötet. Die Polizei prüfte die Beteiligung eines kurz zuvor eingestellten Hausmädchens, das zusammen mit den Verdächtigen floh.
Tioseco wurde im Familienmausoleum in Angeles City beigesetzt.
Am 26. Februar 2016 wurde die Frau, die des Mordes verdächtigt wurde, in Angeles festgenommen. Im Mai 2018 wurde das damalige Hausmädchen Criselda Dayag wegen Raubes mit Mord zu einer Haftstrafe von 40 Jahren verurteilt.